# Jesús de Nazareth (film, 2019)
Pour plus de détails, voir Fiche technique et Distribution.
Jesús de Nazareth est un film mexicain tourné en 2016 et sorti en 2019. Il est produit par José Manuel Brandariz président de la société Beverly Hills Entertainment.

## Synopsis
Le film raconte la vie de Jésus de Nazareth depuis sa retraite de 40 jours dans le désert, en passant par son entrée à Jérusalem, jusqu'à sa mort et au-delà.

## Fiche technique
- Producteur : José Manuel Brandariz
- Producteurs exécutifs : Eduard Brandariz, son fils et Germán Pérez Nahin
- Directeur : Rafael Lara[2]
- Scénario : original de Edui Tijerina Chapa
- Photographie : Jordi Planell
- Maquillage :  Jennifer Valladares
- Expert : Pepe González, professeur et spécialiste en théologie
- Durée : 1h45 (prévision)
- Pays d'origine :  Mexique
- Langue de tournage : espagnol
- Genre : drame
- Sortie : 2019

## Distribution
- Julián Gil : Jesús de Nazareth[3]
- Gaby Espino : María Magdalena (Marie-Madeleine)[4]
- Lincoln Palomeque : Pedro Apóstol (Apôtre Pierre)[5]
- Eugenio Siller : Juan Apóstol (Apôtre Jean)[6]
- Mauricio Henao : Santiago Apóstol[7]
- Mayrín Villanueva : Virgen María (la Vierge Marie)[8]
- Miguel Arce :  Barrabás[9]
- Carlos de la Mota : El centurión
- Sergio Goyri : Herodes
- Pedro Moreno : Tomás[10]
- Santiago Ramundo : Judas[11]
- Ana Júlia Dorigon : Marta[12]
- Sérgio Marone : Poncio Pilatos (Ponce Pilates)[13]
- Mario Cimarro : Juan Bautista (Jean Baptiste)[14]
- Débora Nascimento[15]
- Marlene Favela : Salomé[16]
- Fernando Allende : Caifás (Caïphas), le grand prêtre[17]
- Nicolás Furtado[18]
- Juan Carlos Montes : Diablo

## Tournage
Le tournage a eu lieu du 31 octobre au 10 décembre 2016. Il a été réalisé en Espagne, en Andalousie dans la province d'Almería dans différents lieux : au village de El Chorrillo en Sierra Alhamilla, au cap Cabo de Gata, dans le désert de Tabernas et dans la commune de Vélez-Blanco. Il s'est poursuivi au Théâtre romain de Carthagène dans la région de Murcie.
Ce film nécessite plus de 3000 figurants locaux qui estiment être peu payés et mal nourris malgré une ambiance de travail très agréable.

## Place du film dans la filmographie de son réalisateur
Ce film fait partie d'une œuvre plus globale de José Manuel Brandariz composée de films chrétiens comme Santiago Apóstol tourné en 2015 avec Julián Gil comme vedette et Juan Apóstol, el mas amado tourné à mi-2016 avec Mané de la Parra comme protagoniste principal.
Brandariz affirme que ce film est une superproduction du même niveau que Jésus de Nazareth, télésérie réalisée en 1977 par Franco Zeffirelli et que La Passion du Christ produit, écrit et réalisé par Mel Gibson.